# جون روبرتس (مجدف)
جون روبرتس (بالإنجليزية: John Roberts)‏ هو مجدف بريطاني، ولد في 22 ديسمبر 1953.

## وصلات خارجية
- جون روبرتس على موقع الاتحاد الدولي للتجديف (الإنجليزية)
- جون روبرتس على موقع اللجنة الأولمبية الدولية (الإنجليزية)
- جون روبرتس على موقع أوليمبيديا (الإنجليزية)
- جون روبرتس على موقع اللجنة الأولمبية البريطانية (الإنجليزية)